# Hörnkedja
Hörnkedja är en vertikal byggkonstruktion där huskroppens hörn ges väl urskiljbara linjer. Det åstadkoms exempelvis genom att ge putsen en struktur som liknar stenar, se Norra Bankohusets fasad mot Skeppsbron.
Man kan även förbandslägga hörnstenar eller murar hörnen med tegel i avvikande kulör och på så vis markerar hörnen tydligt. Ett exempel är Åbylundskyrkans högdel, vars hörnkedjor ger byggnaden ett klart intryck av kyrkobyggnad trots att kyrkan inte har ett traditionellt kyrktorn.

## Bildexempel

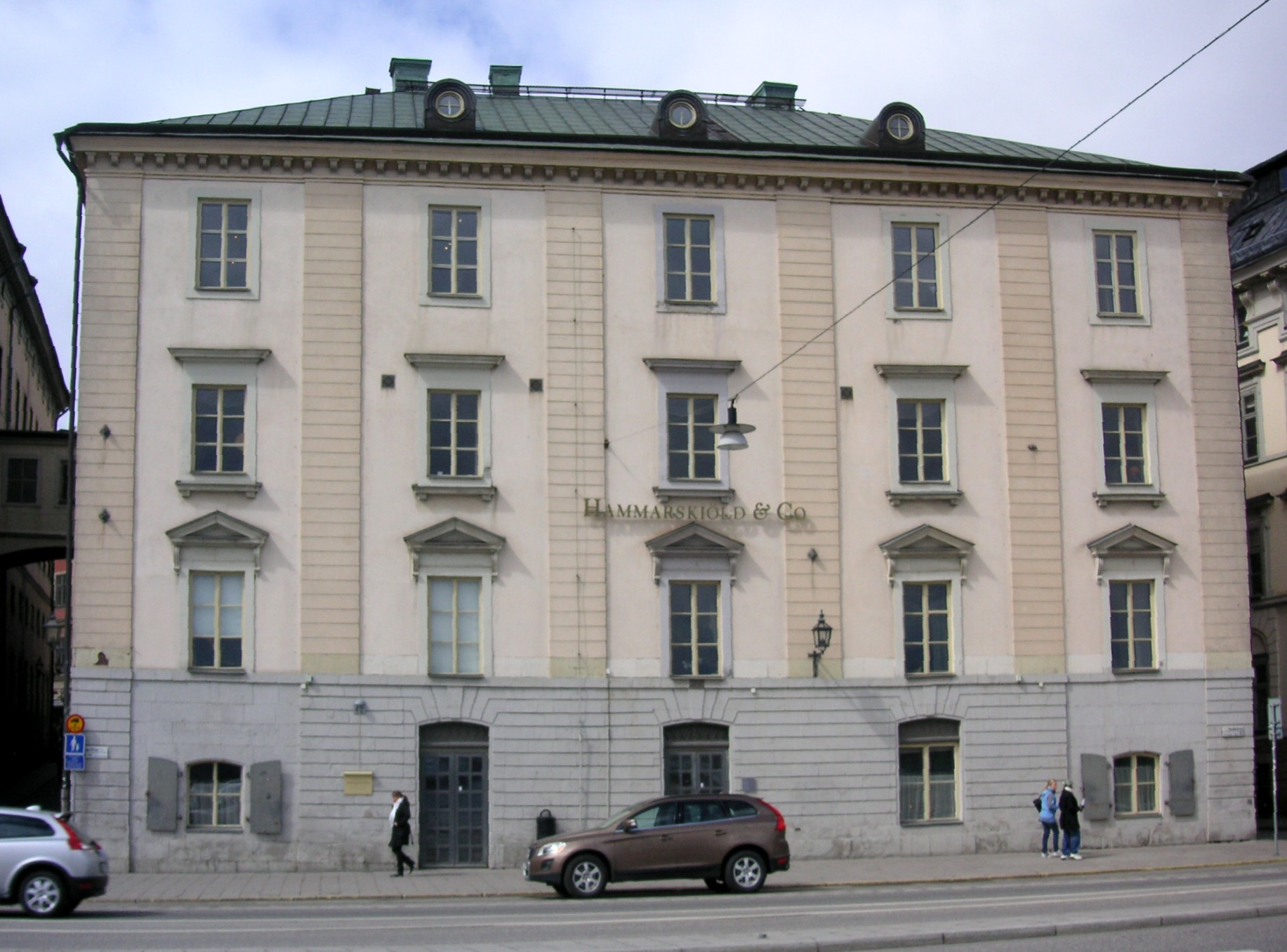
Norra Bankohusets fasad mot Skeppsbron med hörnkedjor i puts, 1772.
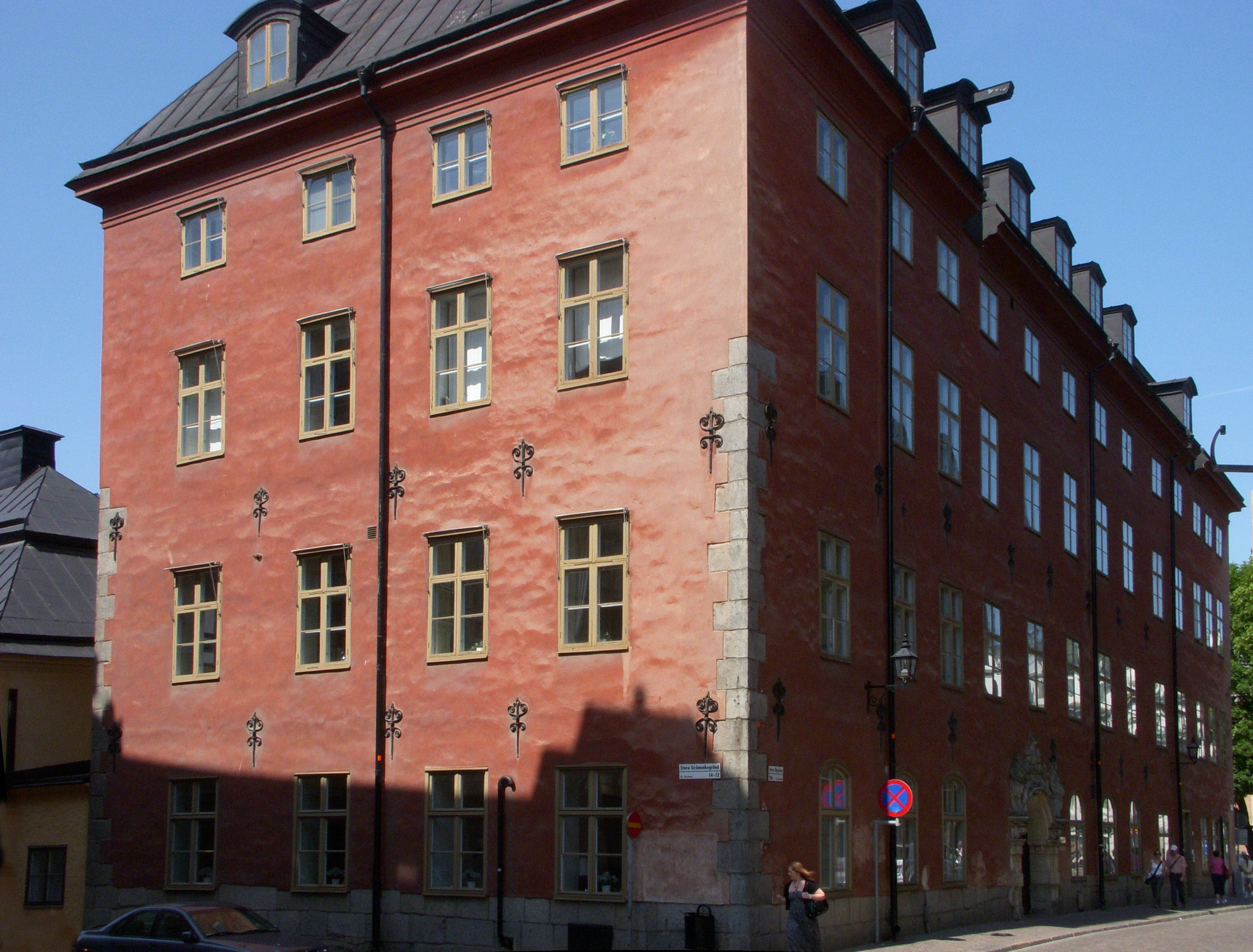
Ryningska palatset i Gamla stan med hörnkedjor i granit, 1640-talet.
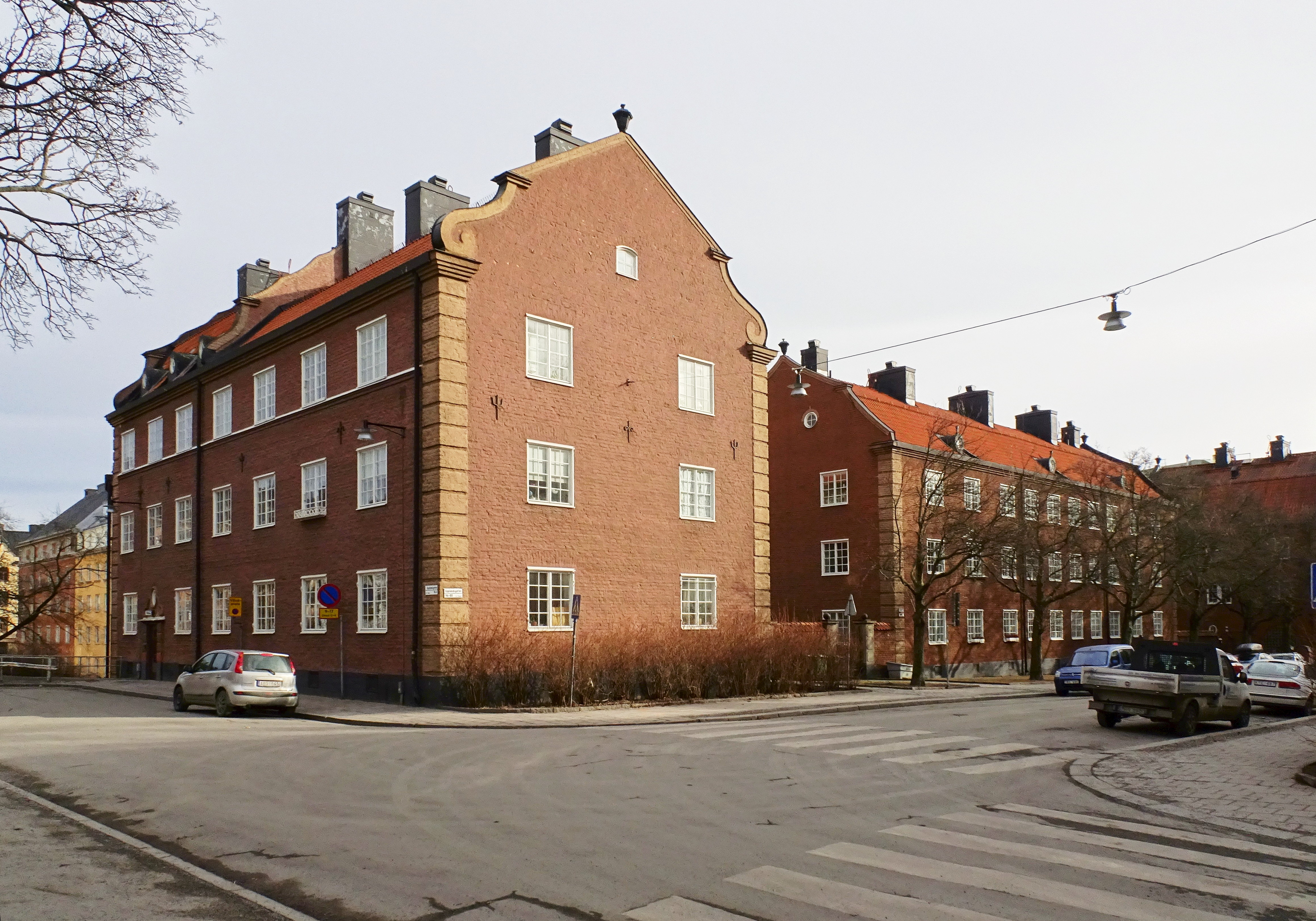
Husen i kvarteren Motorn och Vingen, Stockholm, 1920-tal.
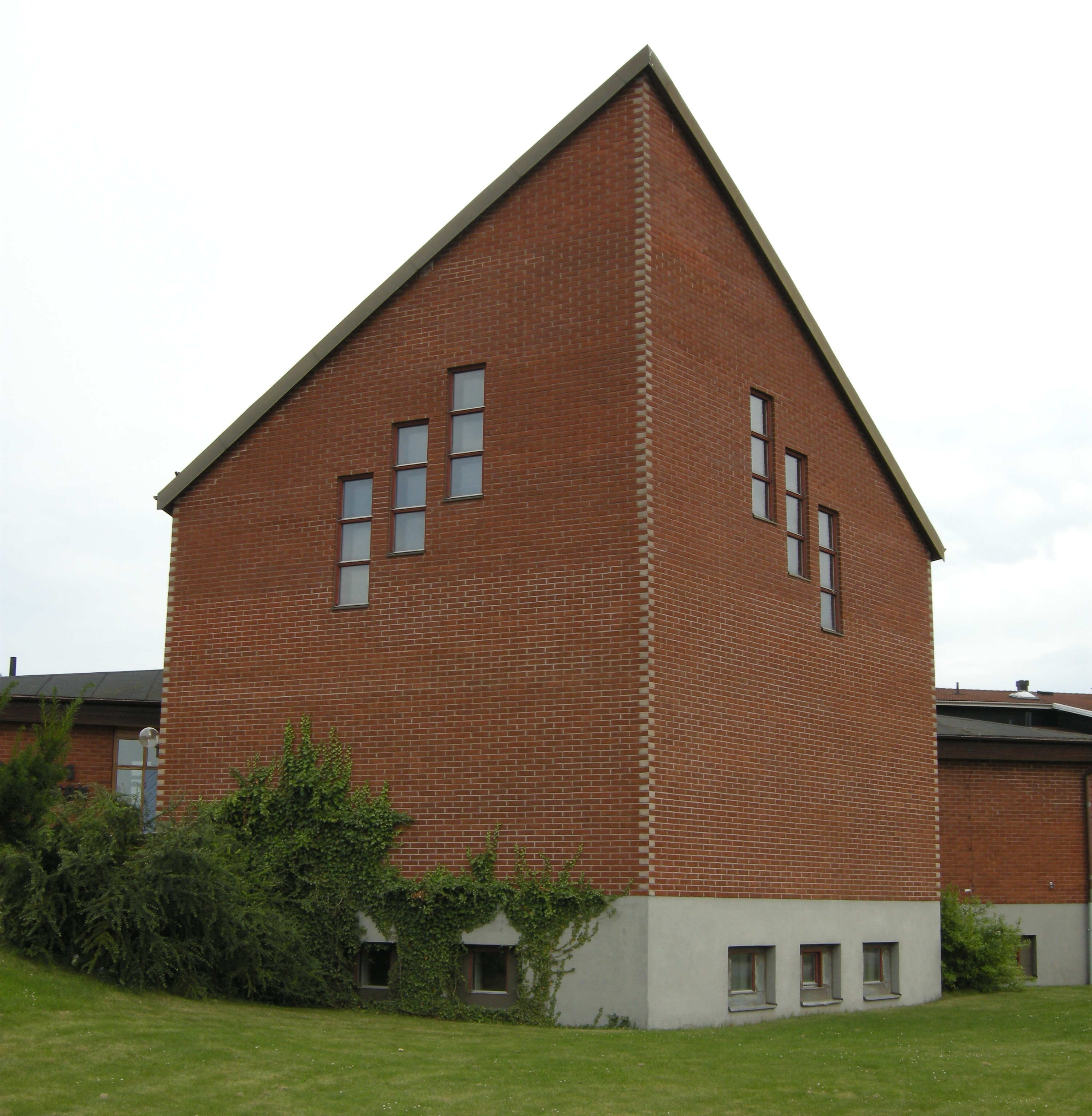
Åbylundskyrkan. Högdelen med hörnkedjor i tegel, 1983.